# Onterfd Goed
Onterfd Goed is een Nederlandse stichting, die gevestigd is te Eindhoven. De stichting heeft als doel om museale (erfgoed)objecten en kunst een nieuwe bestemming te geven.
De stichting heeft als doel 'verweesde' museale objecten en kunstwerken die worden afgestoten uit publieke collecties en privécollecties, te herbestemmen. De stichting heeft geen winstoogmerk en heeft de culturele ANBI-status. Met de winst uit de verkoop helpt zij Nederlandse musea en andere erfgoedbeheerders met advies bij het verbeteren van hun collecties. 

## Geschiedenis
De Stichting Onterfd Goed is in 2012 opgericht door de drie culturele ondernemers. De aanleiding voor de oprichting was de onverwachte beëindiging van de subsidie voor Museum Scryption door de gemeente Tilburg. Binnen drie maanden moesten ruim 30.000 museale objecten worden opgeslagen en het pand leeg worden opgeleverd. Het doel van Onterfd Goed was om deze collectie te herbestemmen bij andere Nederlandse musea. Toen dat niet lukte werden de 30.000 objecten opnieuw geregistreerd en gewaardeerd en vervolgens verkocht aan het publiek. Het was de bedoeling dat de stichting zou worden opgeheven zodra de Scryption-collectie was herbestemd, maar door de grote vraag vanuit de erfgoedsector werden in de tien daaropvolgende jaren nog ruim vijftig andere publieke en particuliere collecties herbestemd.
De stichting startte in de De Gruyterfabriek in Den Bosch. Na een faillissement in 2016 konden de activiteiten dankzij een crowdfundingactie blijven doorgaan. Sinds 2017 is de stichting gevestigd op het creatieve terrein Sectie-C in Eindhoven.

## Activiteiten
Stichting Onterfd Goed heeft twee kerntaken. De meest zichtbare is het herbestemmen van afgestoten collecties. Daaraan vooraf gaat soms een langdurig adviestraject waarin Onterfd Goed erfgoedbeheerders als musea, gemeenten en particuliere organisaties leert hoe zij hun eigen collectie kritisch kunnen bekijken en hoe zij met inachtneming van de Nederlandse regelgeving noodzakelijke verbeteringen kunnen aanbrengen.
Onterfd Goed wordt ondersteund door een netwerk van vrijwilligers met een uiteenlopende deskundige achtergrond op het gebied van kunst en cultuur. Voor het upcyclen van objecten die niet kunnen worden herplaatst werkt de stichting samen met jonge designers en creatieve makers onder het eigen label ‘FENIX by Onterfd Goed’.

## Herplaatste collecties
Hieronder volgt een selectie van collecties die door of in overleg met de stichting zijn herbestemd:
- Gemeente Utrecht: herbestemming van 5000 kunstwerken van ca. 700 verschillende kunstenaars (2017-2020)
- Nederlands Openluchtmuseum, Arnhem: in 2020 is een centraal depot voor de Nederlandse rijksmusea tot stand gekomen. Bij het realiseren hiervan heeft het museum, evenals andere rijksmusea, de depots geïnventariseerd. Daarbij werd besloten, een klein deel van de collectie via Onterfd Goed af te stoten.
- Museum Scryption, Tilburg: vanaf 2011, na de opheffing van het museum.
- Bijbels Museum, Amsterdam: opheffing van vaste collectie (2020).
- Museum Jan Cunen, Oss: afstoting van een deel van de door de gemeente Oss in depot gebrachte kunstverzamelingen.
- Museum Jan Corver, Budel: in 2019 gesloten, betreft een collectie voorwerpen m.b.t. radio's, radiotechniek, zendamateurs.[2]